# Borgerlig
Ordet borgerlig knytter sig til borger og har dermed de samme to grundbetydninger som dette: Dels knytter det sig til, hvad der følger med at være (stats-)borger i et samfund; dels knytter det sig til borgerskabet i snævrere forstand, opfattet som en særlig samfundsgruppe adskilt fra f.eks. adel, kirke, bønder og arbejdere. Forskellen mellem ordets to grundbetydninger afspejles på fransk og engelsk i ordene citoyen (engelsk: citizen) om en samfundsborger over for ordet bourgeois om et medlem af borgerskabet forstået som en særlig social gruppe. På dansk gengives begge ord altså ved borger, og afledninger heraf ved borgerlig.

## Borgerlig ret
Borgerlig ret, også kaldet civilret, udgør den del af juraen, der (modsat offentlig ret) beskæftiger sig med reguleringen af forholdet mellem borgerne indbyrdes. Den omfatter blandt andet aftaleret, familieret og ejendomsret.

## Borgerlige rettigheder og pligter
Borgerlige rettigheder (eller blot borgerrettigheder) er de rettigheder, man har som borger i et samfund. Det drejer sig især om grundlæggende rettigheder som demokratisk frihed, personlig retssikkerhed og en lige ret til offentlige samfundsgoder. Tilsvarende bruges borgerpligter om de forpligtelser, som en person skal leve op til som samfundsborger. Det drejer sig ikke mindst om skattepligt og værnepligt.

## Borgerlig vielse og konfirmation
I begreberne borgerlig vielse og borgerlig konfirmation forstås borgerlig som ikke-kirkelig. Borgerlig vielse finder typisk sted på rådhuset, mens en borgerlig konfirmation (også kaldet ungdomsfest eller nonfirmation) kan være en etableret ceremoni, men oftere er en uformel fest under private og familiære former. Begge ses som alternativer til den tilsvarende kirkelige begivenhed.

## Borgerligt drama
Det borgerlige drama bruges om teaterstykker, der henter deres stof fra hverdagslivet. Genren voksede frem i takt med borgerskabets styrkede stilling i 1700- og 1800-tallet. Ludvig Holbergs skuespil er et godt eksempel herpå.

## Borgerlige partier
I dansk politik bruges betegnelsen borgerlige partier i almindelighed om de partier, der ikke har udspring i en socialistisk ideologi - dvs. alle partier bortset fra Socialdemokraterne og partierne til venstre herfor på en fordelingspolitisk skala. Udover deres afstandtagen fra socialismen kan borgerlige partier i øvrigt være meget forskellige indbyrdes. De kan således eksempelvis have et socialliberalt, liberalt, konservativt eller kristeligt ideologisk ophav. Ofte opfattes de borgerlige partier overordnet som samfundsbevarende. En tilsvarende betegnelse bruges også i de øvrige nordiske og tysktalende lande, men ikke i resten af verden.
Danske borgerlige partier har, eller har haft, udgangspunkt i følgende ideologiske traditioner:
- Liberalisme - herunder nationalliberalisme, socialliberalisme og retsliberalisme (georgisme)
- Konservatisme - herunder liberalkonservatisme, socialkonservatisme og nationalkonservatisme
- Kristeligt-social ideologi/kristendemokratisme
- Agrare partier

Mange danske borgerlige partier kombinerer, eller har kombineret, flere ideologiske elementer.

### Borgerlige partier i Folketinget
Listen indeholder borgerlige partier, der sidder i, eller siden 1960 har opnået valg til, Folketinget.
- B. Radikale Venstre
- C. Det Konservative Folkeparti
- D. Centrum-Demokraterne (nedlagt)
- D. Nye Borgerlige
- E. Retsforbundet
- I. Liberal Alliance (tidligere: Y. Ny Alliance)
- K. Kristendemokraterne (tidligere: Q. Kristeligt Folkeparti)
- L. Liberalt Centrum (nedlagt)
- M. Moderaterne
- O. Dansk Folkeparti
- U. De Uafhængige (nedlagt)
- V. Venstre, Danmarks liberale parti
- Z. Fremskridtspartiet
- Æ. Danmarksdemokraterne